# Milionia ptochica
Milionia ptochica là một loài bướm đêm trong họ Geometridae.